# واحد معادل آلبوم

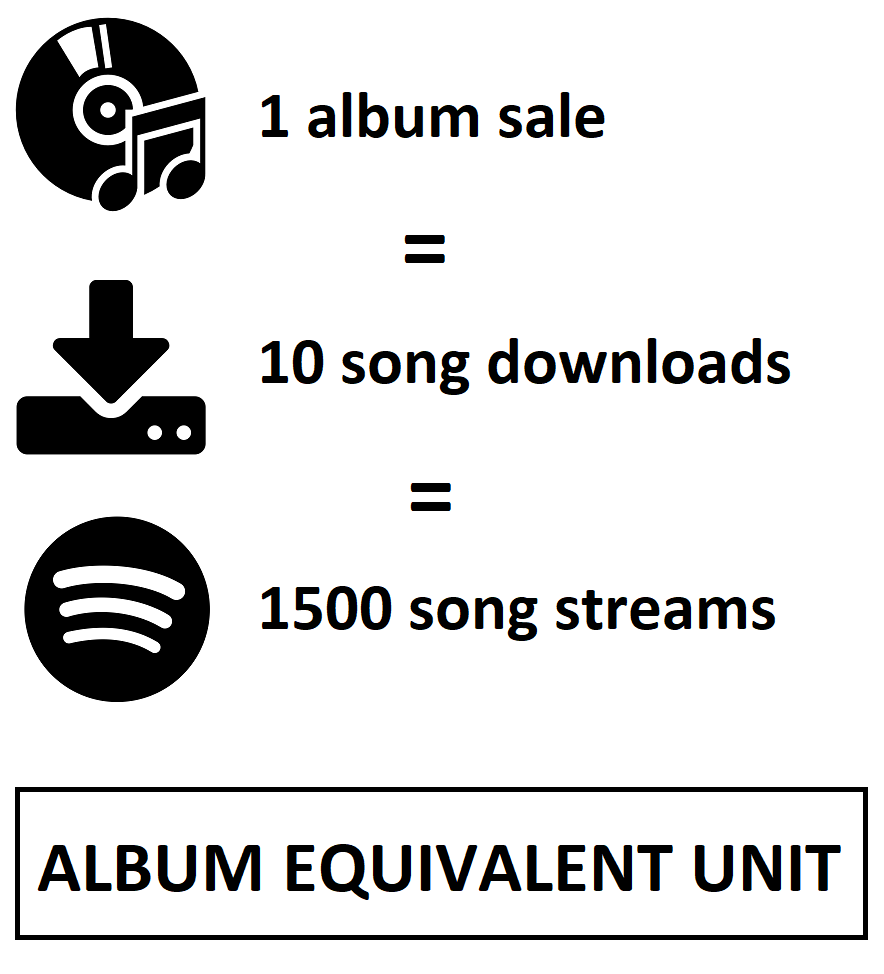
استاندارد یک واحد معادل آلبوم در ایالات متحده، طبق انجمن صنعت ضبط موسیقی ایالات متحده

واحد معادل آلبوم، یا معادل آلبوم، یک واحد اندازه‌گیری در صنعت موسیقی برای تعریف مصرف موسیقی است که برابر با خرید یک نسخه آلبوم است. این مصرف شامل پخش و دانلود آهنگ علاوه بر فروش سنتی آلبوم است. واحد معادل آلبوم در اواسط دهه ۲۰۱۰ به عنوان پاسخی به افت فروش آلبوم در قرن بیست و یکم معرفی شد. فروش آلبوم تا حد زیادی به دلیل تک‌آهنگ‌های ارزان قابل دانلود دیجیتالی از سال ۱۹۹۹ تا ۲۰۰۹ بیش از نصف شد و از ۱۴٫۶ میلیارد دلار به ۶٫۳ میلیارد دلار کاهش یافت. به عنوان مثال، تنها آلبوم‌هایی که در ایالات متحده در سال ۲۰۱۴ پلاتین دریافت کردند، موسیقی متن انیمیشن یخ‌زده و آلبوم ۱۹۸۹تیلور سوئیفت بودند، در حالی که آثار چندین هنرمند در سال ۲۰۱۳ دریافت کرده بودند.
استفاده از واحدهای معادل آلبوم، جدول‌ها را از رتبه‌بندی «پرفروش‌ترین آلبوم‌ها» به رتبه‌بندی «محبوب‌ترین آلبوم‌ها» متحول کرد. فدراسیون بین‌المللی صنعت فونوگرافی (IFPI) از سال ۲۰۱۳ از واحدی معادل آلبوم برای اندازه‌گیری هنرمند سال ضبط جهانی استفاده کرده است.

## اصطلاحات

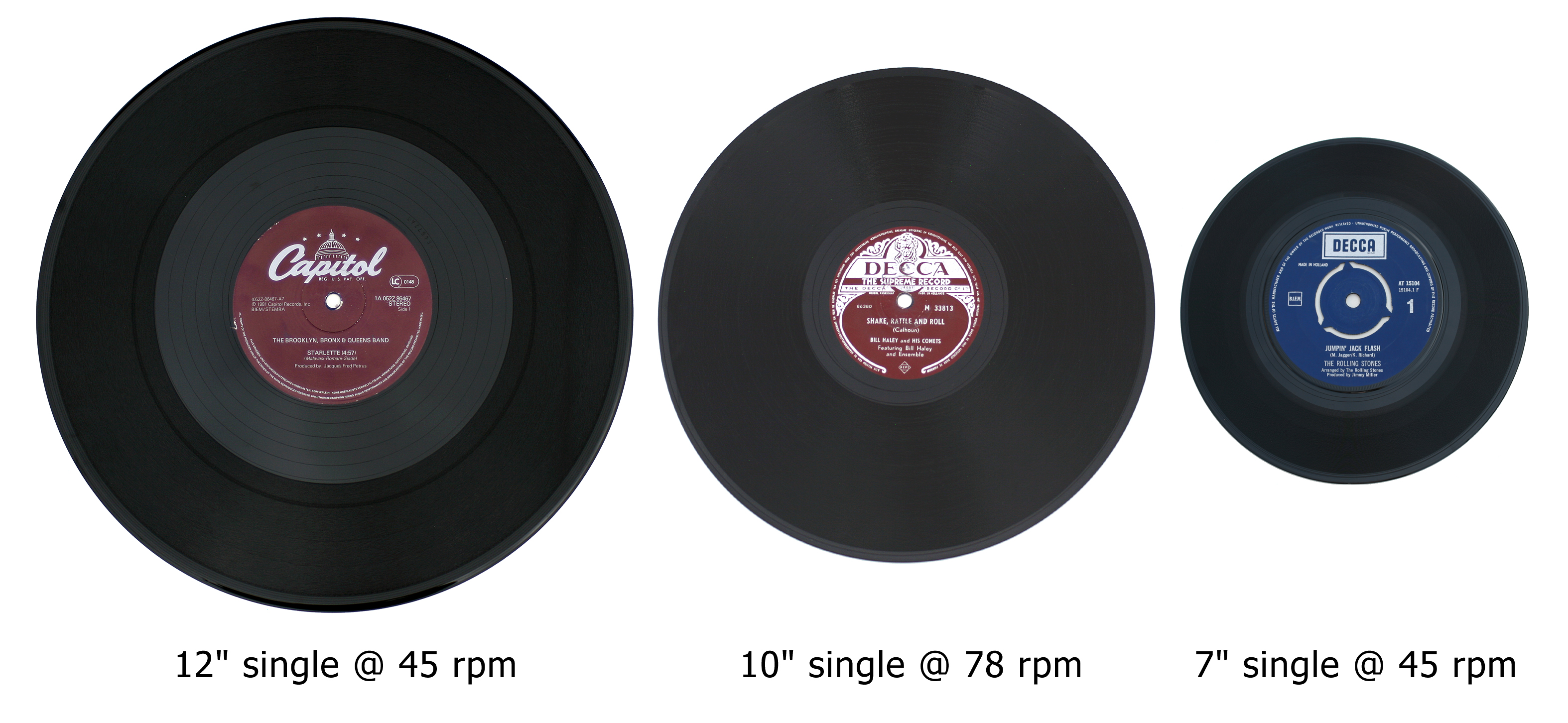
قبل از عصر دیجیتال، فدراسیون بین‌المللی صنعت فونوگرافی سه تک‌آهنگ فیزیکی (تصویر) را معادل یک آلبوم می‌شمرد.

اصطلاح واحد معادل آلبوم مدت‌ها قبل از شروع دوره پخش توسط فدراسیون بین‌المللی صنعت فونوگرافی (IFPI) استفاده می‌شد. بین سال‌های ۱۹۹۴ و ۲۰۰۵، IFPI سه تک‌آهنگ فیزیکی را به‌عنوان یک واحد آلبوم در گزارش سالانه صنعت ضبط در اعداد (RIN) خود در نظر می‌گرفت. این اصطلاح توسط IFPI در سال ۲۰۱۳ مجدداً معرفی شد تا هنرمند سال ضبط جهانی خود را اندازه‌گیری کند. در این مرحله، واحدهای معادل آلبوم قبلاً شامل دانلودها و استریم‌های موسیقی شده بودند. یک اصطلاح جایگزین واحد معادل آلبوم، واحد فروش به علاوه پخش (SPS) است که توسط مجله هیتس معرفی شد.

## استفاده در جدول‌ها و گواهینامه‌های رکورد

### ایالات متحده
از تاریخ ۱۳ دسامبر ۲۰۱۴، جدول آلبوم‌های بیلبورد ۲۰۰ روش رتبه‌بندی خود را تغییر داد و به جای فروش خالص آلبوم، از واحد معادل آلبوم استفاده کرد. در این تغییر اساسی، بیلبورد ۲۰۰ با استفاده از یک الگوریتم جدید، پخش بر اساس تقاضا و فروش دیجیتالی تک‌آهنگ‌ها را نیز در محاسبات خود لحاظ کرد. این داده‌ها از تمامی سرویس‌های بزرگ اشتراک صوتی از جمله اسپاتیفای، اپل میوزیک، گوگل پلی، یوتیوب و پیش‌تر اکس‌باکس میوزیک جمع‌آوری می‌شود. در زمان اجرای اولیه این سیستم، دو شاخص TEA (معادل آلبوم بر اساس فروش تک‌آهنگ) و SEA (معادل آلبوم بر اساس پخش جریانی) معرفی شدند، به این صورت که فروش ۱۰ تک‌آهنگ یا ۱۵۰۰ بار پخش جریانی آهنگ‌های یک آلبوم، معادل فروش یک نسخه از آن آلبوم در نظر گرفته می‌شد. بیلبورد همچنان جدول جداگانه‌ای به نام فروش آلبوم برتر ادامه می‌دهد را منتشر می‌کند که فقط بر اساس داده‌های فروش نیلسن سانداسکن و مطابق با روش سنتی بیلبورد ۲۰۰ محاسبه می‌شود. نخستین آلبومی که با این روش در صدر جدول قرار گرفت، ۱۹۸۹ از تیلور سوئیفت بود که ۳۳۹٬۰۰۰ واحد معادل آلبوم به دست آورد (۲۸۱٬۰۰۰ واحد از این مقدار مربوط به فروش مستقیم آلبوم بود). در شماره ۸ فوریه ۲۰۱۵ بیلبورد، آلبوم Now That's What I Call Music! ۵۳ به عنوان نخستین آلبوم تاریخ شناخته شد که با وجود اینکه پرفروش‌ترین آلبوم هفته بود، نتوانست جایگاه نخست جدول بیلبورد ۲۰۰ را تصاحب کند.
به همین ترتیب، انجمن صنعت ضبط آمریکا (RIAA)، که پیش‌تر آلبوم‌ها را بر اساس تعداد نسخه‌های فروخته‌شده به فروشگاه‌های خرده‌فروشی تأیید می‌کرد، از فوریه ۲۰۱۶ پخش جریانی را نیز در محاسبات خود لحاظ کرد.
- صفحه وینیل
- کاست
- سی‌دی
- دانلود
- دیگر

در ژوئیه ۲۰۱۸، بیلبورد و نیلسن نسبت‌های مورد استفاده برای محاسبه واحدهای معادل آلبوم بر اساس پخش جریانی را اصلاح کردند تا ارزش نسبی استریم‌ها در سرویس‌های پولی مانند اپل میوزیک و آمازون میوزیک نامحدود را در مقایسه با پلتفرم‌های رایگان مبتنی بر تبلیغات، مانند نسخه رایگان اسپاتیفای و یوتیوب، در نظر بگیرند. طبق نسبت‌های جدید، ۱۲۵۰ پخش جریانی صوتی در سرویس‌های پریمیوم، ۳۷۵۰ پخش جریانی در سرویس‌های رایگان یا ۳۷۵۰ پخش ویدیویی معادل یک واحد آلبوم محسوب می‌شود.

### بریتانیا
در بریتانیا، شرکت جدول‌های رسمی از مارس ۲۰۱۵، پخش جریانی را در جدول آلبوم‌های بریتانیا گنجانده است این تغییر به دلیل رشد چشمگیر استریم صورت گرفت؛ تعداد پخش‌های جریانی در بریتانیا طی یک سال از ۷٫۵ میلیارد در سال ۲۰۱۳ به نزدیک ۱۵ میلیارد در سال ۲۰۱۴ دو برابر شد. طبق روش جدید، شرکت جدول‌های رسمی دوازده آهنگ پربازدید یک آلبوم را در نظر می‌گیرد، اما برای جلوگیری از تأثیر بیش از حد یکی دو تک‌آهنگ محبوب، وزن دو آهنگ برتر را کاهش می‌دهد تا رتبه‌بندی، بازتابی واقعی از محبوبیت کل آلبوم باشد، نه فقط چند تک‌آهنگ موفق. مجموع اصلاح‌شده بر ۱۰۰۰ تقسیم شده و به تعداد فروش آلبوم اضافه می‌شود. آلبوم در ساعت تنهایی از سم اسمیت اولین آلبومی بود که با این روش در صدر جدول قرار گرفت. از مجموع ۴۱٬۰۰۰ واحد معادل آلبوم، ۲٬۹۰۰ واحد از طریق پخش جریانی و مابقی از فروش مستقیم به‌دست آمد. تا سال ۲۰۱۷، طبق گزارش صنعت فونوگرافی بریتانیا (BPI)، پخش جریانی بیش از نیمی از واحدهای معادل آلبوم را در بریتانیا تشکیل می‌داد.

### آلمان
در آلمان، از فوریه ۲۰۱۶، پخش جریانی در محاسبات جدول آلبوم‌ها لحاظ شد. با این وجود، جدول آلبوم‌های آلمان بر اساس درآمد هفتگی رتبه‌بندی می‌شود، نه بر اساس تعداد واحدهای فروش. به همین دلیل، تنها استریم‌های پولی در نظر گرفته می‌شوند و هر پخش باید حداقل ۳۰ ثانیه طول بکشد. برای اینکه استریم‌ها در رتبه‌بندی آلبوم محاسبه شوند، حداقل ۶ آهنگ از یک آلبوم باید پخش شوند، درحالی‌که حداکثر ۱۲ آهنگ قابل شمارش هستند. مشابه قوانین جدول آلبوم‌های بریتانیا، تعداد واقعی استریم‌های دو آهنگ برتر در نظر گرفته نمی‌شود، بلکه میانگین تعداد پخش سایر آهنگ‌های بعدی محاسبه می‌شود.

### استرالیا
انجمن صنعت ضبط استرالیا، که جدول‌های ای‌آرآی‌ای را منتشر می‌کند، از ۲۴ نوامبر ۲۰۱۴ پخش جریانی را در محاسبات جدول تک‌آهنگ‌ها و از ۱۳ مه ۲۰۱۷ در جدول آلبوم‌ها لحاظ کرد. ای‌آرآی‌ای نرخ تبدیل را به‌صورت دوره‌ای تغییر می‌دهد و از ژوئیه ۲۰۲۳، هر فروش معادل ۱۷۰ پخش جریانی در یک سرویس اشتراکی پولی یا ۴۲۰ پخش جریانی در یک سرویس رایگان مبتنی بر تبلیغات است.

## واکنش‌ها و انتقادات
به گفته سیلویو پیترو لونگو، معاون بخش جداول و توسعه داده‌های بیلبورد، روش محاسبه واحدهای معادل آلبوم «محبوبیت آلبوم را در دنیای امروز که موسیقی در پلتفرم‌های متعددی در دسترس است، منعکس می‌کند و به معیار پذیرفته‌شده‌ای برای سنجش موفقیت آلبوم تبدیل شده است.» آلبوم‌های فیزیکی عمدتاً به اقلامی برای کلکسیونرها تبدیل شده‌اند. طبق نظرسنجی ICM Research در سال ۲۰۱۶، تقریباً نیمی از شرکت‌کنندگان حتی به آلبومی که خریده بودند، گوش نداده بودند.
هیو مک‌اینتایر از فوربس اشاره کرد که استفاده از واحدهای معادل آلبوم باعث شده هنرمندان آلبوم‌هایی با تعداد بیش‌ازحد آهنگ منتشر کنند. برایان جوزفس از اسپین نیز گفت: «اگر یک هنرمند پاپ مشتاق شهرت باشید، می‌توانید سیستم را دور بزنید و با قرار دادن ۲۰ آهنگ یا بیشتر در یک آلبوم، تعداد واحدهای معادل آلبوم و در نتیجه 'فروش' آلبوم را افزایش دهید، چراکه هر بار که شنوندگان به آلبوم گوش می‌دهند، این معیارها بالا می‌رود.» او همچنین از آلبوم دل‌شکستگی در ماه کامل از کریس براون که بیش از ۴۰ آهنگ دارد، انتقاد کرد.
تیم اینگهام، ستون‌نویس رولینگ استون، آمارهای مربوط به آلبوم عقرب از دریک را بررسی کرد و دریافت که ۶۳٪ از استریم‌های این آلبوم در اسپاتیفای فقط متعلق به سه آهنگ از ۲۵ آهنگ آلبوم بوده است. علاوه بر این، تنها شش آهنگ ۸۲٪ از کل استریم‌های آلبوم را تشکیل داده‌اند، به این معنا که تنها یک‌چهارم آهنگ‌ها موفقیت آلبوم را از نظر واحدهای معادل آلبوم تعیین کرده‌اند.
چری هو از ان‌پی‌آر معتقد است که واحدهای معادل آلبوم اغلب بازتاب دقیقی از یک آلبوم نیستند، زیرا وزن بیشتری به پرفروش‌ترین تک‌آهنگ‌های یک آلبوم می‌دهند تا به کل قطعات آن.